# Serhiy Haidaï
Serhiy Volodymyrovych Haidaï (ukrainien : Сергій Володимирович Гайдай), né le 6 novembre 1975 à Sievierodonetsk, est un entrepreneur et homme politique ukrainien. Il est l'actuel gouverneur de l'oblast de Louhansk.

## Biographie
Haidaï a étudié à l'Université d'économie (uk) de Khmelnytskyï. Il est également diplômé de l'Académie nationale d'administration publique auprès du président de l'Ukraine (uk).
De 2005 à 2015, il est le directeur général de Dembud LLC.
De 2008 à 2010, il travaille comme membre adjoint du Conseil de Kyïv.
De 2014 à 2015, Haidaï travaille comme conseiller du président de l'administration d'État du raïon d'Oboukhiv.
En 2015, il est élu membre du Conseil du raïon de Moukatchevo.
De 2015 à 2018, il est président de l'administration d'État du raïon de Moukatchevo.
Lors de l'invasion russe de l'Ukraine en 2022, Haidaï dirige l'administration militaire régionale de Louhansk.